# 4526 Konko
4526 Konko је астероид главног астероидног појаса чија средња удаљеност од Сунца износи 2,629 астрономских јединица (АЈ).
Апсолутна магнитуда астероида је 12,2.